# Ytres
Ytres ist eine Gemeinde im französischen Département Pas-de-Calais in der Region Hauts-de-France. Sie gehört zum Kanton Bapaume (bis 2015 Kanton Bertincourt) im Arrondissement Arras. Die Bewohner nennen sich Ytriens.

## Geografie
Durch Ytres führt die Route nationale 2 und die Autoroute A2. Ebenfalls über Ytres führt der Canal du Nord. Die Gemeinde grenzt im Nordwesten an Bus, im Norden an Bertincourt, im Nordosten an Ruyaulcourt, im Osten an Neuville-Bourjonval, im Südosten an Équancourt, im Süden an Étricourt-Manancourt und im Westen an Léchelle.

## Bevölkerungsentwicklung
| Jahr      | 1962 | 1968 | 1975 | 1982 | 1990 | 1999 | 2008 | 2013 |
| --------- | ---- | ---- | ---- | ---- | ---- | ---- | ---- | ---- |
| Einwohner | 438  | 442  | 396  | 354  | 361  | 393  | 421  | 437  |